# Trap Muzik
Trap Muzik – drugi solowy album rapera z Atlanty T.I., wydany 19 sierpnia 2003 roku przez Atlantic Records. Pierwszym singlem jest utwór "24’s", który znalazł się na ścieżce dźwiękowej słynnej na całym świecie serii gier wyścigowych pt. "Need For Speed".
Na płycie usłyszymy takie osoby jak 8Ball & MJG, Jazze Pha, Bun B i Mac Boney z P$C.
Produkcją płyty zajął się T.I., Jazze Pha, Kanye West, David Banner, Madvac, Sanchez Holmes i DJ Toomp.
Płyta zadebiutowała na 4. miejscu Billboard 200, sprzedano 103.000 egzemplarzy w pierwszym tygodniu. Trap Muzik sprzedał się w nakładzie ponad 1 miliona egzemplarzy w Stanach Zjednoczonych i uzyskał status platyny.

## Zmiana wytwórni
Po niezbyt udanym debiucie (tj. słaba sprzedaż płyty), młody raper musiał opuścić Arista Records.
W 2002 roku T.I. wraz ze swoim managerem Jason'en Geter'em stworzył label Grand Hustle Records, pod którego szyldem wydał trzy mixtejpy, które pomogły wypromować samego rapera jak i jego skład Pimp Squad Click.
Latem 2003 roku Tip wystąpił gościnnie w utworze "Never Scared" Bone Crusher'a, który okazał się hitem w świecie rapu. Dzięki sukcesowi tego utworu jak i dobrze recenzowanym mixtejpom, o Tip'a zabiegało wiele wytwórni takich jak Warner Bros, Universal Records, Epic Records, Columbia Records, Def Jam South, oraz Bad Boy South. Raper ostatecznie podpisał kontrakt z Atlantic Records tego samego roku.

## Lista utworów
1. "Trap Muzik" (feat. Mac Boney)
2. "I Can't Quit"
3. "Be Easy"
4. "No More Talk"
5. "Doin' My Job"
6. "Let's Get Away" (feat. Jazze Pha)
7. "24’s"
8. "Rubber Band Man"
9. "Look What I Got"
10. "I Still Luv You"
11. "Let Me Tell You Something"
12. "T.I. vs. T.I.P."
13. "Bezzle" (feat. 8Ball & MJG & Bun B)
14. "Kingofdasouth"
15. "Be Better Than Me"
16. "Long Live Da Game"

## Single
- "24’s" (2003)
- "Be Easy" (2003)
- "Rubber Band Man" (2004)
- "Let's Get Away" (feat. Jazze Pha) (2004)

## Teledyski
- "24’s"
- "Be Easy" / "Look What I Got"
- "Rubber Band Man"
- "Let's Get Away" (feat. Jazze Pha)

## Sample
Be Easy
- "Somebody To Love" Al Wilson

No More Talk
- "Can't Find The Judge" Gary Wright

Doin' My Job
- "I'm Just Doin My Job" Bloodstone

Let's Get Away
- "Day Dreaming" Aretha Franklin

I Still Luv You
- "She Only A Woman" The O'Jays

Let Me Tell You Something
- "I Wanna Be Your Man" Zapp & Roger